# 오스트레일리아의 토끼
굴토끼 또는 유럽토끼(Oryctolagus cuniculus)는 18세기에 제1함대와 함께 처음으로 호주에 도입되었으며, 이후 토머스 오스틴(Thomas Austin)의 영향으로 널리 퍼지게 되었다. 이러한 야생 토끼 개체군은 호주에서 심각한 위해 포유류이자 침입종으로, 농작물에 수백만 달러에 달하는 피해를 주고 있다. 굴토끼의 확산은 강한 교배종의 출현으로 더욱 촉진되었을 수도 있다.
20세기에는 호주의 굴토끼 개체수를 통제하기 위해 다양한 방법이 시도되었다. 전통적인 방법으로는 토끼 사냥과 굴을 파괴하는 것이 있었지만, 이는 제한적인 성공만을 거두었다. 1901년부터 1907년까지 웨스턴오스트레일리아주에서는 토끼의 확산을 막기 위해 ‘굴토끼 차단 울타리’가 건설되었으나, 이는 실패로 끝났다. 1950년대에는 점액종 바이러스(Myxoma virus)가 토끼 개체군에 도입되어 점액종증(myxomatosis)을 유발하며 토끼 수를 급격히 줄이는 데 효과를 보였다. 그러나 생존한 토끼들은 이후 적응하여 개체 수가 부분적으로 회복하였다. 퀸즐랜드주에서는 애완용으로 토끼를 기르는 것이 금지되어있다.

## 역사
굴토끼는 1788년 제1함대에 의해 처음으로 호주에 도입되었다. 당시 굴토끼는 식용 동물로 사육되었으며, 우리 안에서 길러졌을 것이다. 초기 수십 년 동안 고고학적 식생활 유물에서 토끼의 흔적이 발견되지 않는 점으로 보아, 그 수가 많지 않았던 것으로 추정됩니다. 그러나 1827년에는 태즈메이니아주에서 한 신문 기사가 “일반 토끼가 식민지 전역에서 매우 많아져, 일부 대형 사유지에서는 수천 마리가 뛰어다니고 있다. 구(舊) 식민지, 즉 뉴사우스웨일스(NSW)주에는 토끼가 전혀 없다고 들었다”고 보도했다. 이는 19세기 초 태즈메이니아 주에서 국지적인 토끼 개체수 폭발이 일어났음을 명확히 보여준다. 같은 시기 뉴사우스웨일스 주에서는 커닝엄이 “토끼가 민가 근처에서 사육되고는 있으나, 아직 '울타리' 안에 야생 토끼는 보이지 않는다”고 기록했다. 그는 또한 시드니와 보타니 베이 사이의 잡목림과 모래 자갈지대가 토끼 사육에 이상적일 것이라고 덧붙였다.
여기서 ‘울타리(enclosures)’는 단순한 우리(cages)가 아닌, 보다 규모가 큰 토끼 사육용 굴(warrens)을 의미하는 것으로 보인다. 시드니에서 최초의 사례는 알렉산더 맥레이(Alexander Macleay)가 엘리자베스 베이 하우스(Elizabeth Bay House)에 만든 것으로, “견고한 석벽으로 둘러싸인 보호 구역 또는 토끼 사육 굴로, 고급 사냥감인 토끼가 풍부하게 사육되고 있었다”고 전해진다. 일반 가정에서 토끼가 도난당하는 사건이 법원 기록에 나타나고, 일반 대중의 식단에도 토끼가 포함되기 시작하는 등으로 알 수 있듯 1840년대에는 굴토끼 사육이 더욱 흔해졌다.
1857년에서 1858년 사이, 사우스오스트레일리아주 중북부의 앤러비 농장(Anlaby Estate)에서 관리인으로 일하던 알렉산더 뷰캐넌(Alexander Buchanan)은 사냥 스포츠를 위해 다수의 토끼를 방사했다. 이들의 개체수는 약 1866년까지는 비교적 안정적으로 유지되었는데, 이는 토종 육식동물들에 의해 조절되었고, 의회법에 의해 보호받았기 때문인 것으로 추정된다. 그러나 1867년부터는 완전히 통제를 벗어났다. 이 폭발적인 개체수 증가는 토종 포식자의 감소 때문으로 여겨지며, 이후에는 자연 선택에 의해 더 강인한 품종이 등장한 것이 토끼 확산의 주요 원인으로 지목되고 있다.
현재 호주 전역에 퍼진 토끼 대량 번식의 시작은 1859년 10월, 토머스 오스틴(Thomas Austin)이 사냥을 목적으로 빅토리아주 윈첼시 근처에 있는 자신의 농장 바론 파크(Barwon Park)에 야생 토끼 24마리를 방사한 것으로 보인다. 1866년에는 Geelong Advertiser(질롱 애드버타이저, 질롱에서 발행되는 일간 신문)지가 사냥꾼들이 토끼 5만 마리를 잡았다고 보도했다.
잉글랜드에 살던 시절 오스틴은 열성적인 사냥꾼으로, 주말마다 토끼 사냥을 즐겼다. 호주에는 토종 토끼가 없었기 때문에 그는 취미 생활을 이어가기 위해 잉글랜드에 있는 조카 윌리엄 오스틴에게 회색 토끼(grey rabbits) 12마리, 산토끼(hares) 5마리, 자고새(partridges) 72마리, 참새 몇 마리를 보내달라고 요청했다. 그는 당시 “토끼 몇 마리 정도 들여오는 것은 큰 피해가 없을 것이고, 사냥도 즐기며 고향의 느낌을 줄 수 있을 것이다.”라고 말했다. 하지만 윌리엄은 회색 토끼를 충분히 구하지 못했고, 대신 가축용 토끼(domestic rabbits)를 함께 구매해 보냈다. 바론 파크에서 방사된 토끼들이 호주 환경에 잘 적응한 이유로는 이처럼 서로 다른 두 품종이 교배되어 생긴 잡종 토끼가 호주 환경에 더 강하게 적응했기 때문이라는 이론도 있다.
이 토끼들은 매우 번식력이 강해 호주 남부 지역 전역으로 빠르게 퍼졌다. 호주의 환경은 굴토끼 개체 수 폭발에 이상적이었으며, 겨울이 온화해 굴토끼는 1년 내내 번식이 가능했다. 또한 농업의 확산으로 인해 원래는 덤불이나 삼림이었을 땅들이 낮은 초목지대로 바뀌어 굴토끼가 서식하기 좋은 환경이 조성되었다.
1859년 방사 후 불과 10년 만에 굴토끼가 폭발적인 번식으로 인해 연간 200만 마리를 사냥하거나 포획해도 개체 수에 거의 영향을 주지 못했다. 이는 포유류 중 가장 빠른 확산 사례로 기록되었으며 전형적인 의도치 않은 결과(unintended consequences)의 예시이다. 현재 굴토끼는 호주 남부와 중부 전역에 널리 퍼져 있으며, 북부 사막 지역에도 산발적으로 분포하고 있다.
비록 굴토끼는 악명 높은 유해 동물이지만, 1890년대와 1930년대의 대공황 시기와 전쟁 중에는 많은 사람들에게 유용한 자원이 되었다. 토끼 사냥은 농부, 목동, 호주의 농장 노동자들(stationhands)에게 식량과 부수입을 제공했고, 일부는 이를 통해 농장 빚을 갚기도 했다. 굴토끼는 사역견의 사료로 제공되었고, 닭에게는 삶아서 먹였다. 이후 냉동 토끼 고기는 현지에서 유통되었고 수출되기도 했다. 토끼 가죽도 모피 산업에 사용되었으며, 오늘날에도 펠트 모자 제작(felt-hat industry, Akubra)에 여전히 활용되고 있다.

## 호주 생태계에 미치는 영향
19세기에 유럽에서 도입된 이후, 굴토끼는 호주의 생태계에 막대한 피해를 끼쳤다. 굴토끼는 호주에서 알려진 종 고갈의 가장 중요한 원인으로 의심받고 있다. 주로 과도한 방목으로 인해 천연 자원의 가용성에 큰 영향을 준 것으로 여겨진다. 굴토끼는 천연 초지 식생을 고갈시키고, 이후에는 작은 관목과 나무의 잎과 껍질을 포함한 목본 식물을 먹는다. 식물 종의 손실 규모는 아직 정확히 밝혀지지 않았지만, 굴토끼가 종종 과수원, 숲, 사유지의 어린 나무의 껍질을 벗겨(ringbarking) 죽게 만든다는 것은 잘 알려져 있다.
굴토끼는 토종 식물을 먹어 치워 지표면을 드러내게 함으로써 심각한 침식 문제를 일으키는 주요 원인이기도 하다. 이로 인해 표층 토양은 물에 의한 포상침식, 구곡침식, 풍식에 취약해진다. 이러한 표층 토양이 제거되면 땅은 심각한 피해를 입게 되며, 회복에는 수백 년이 걸릴 수도 있다.

## 방제 방법
1887년, 굴토끼로 인한 피해가 심각해지자, 뉴사우스웨일스 정부는 "식민지에서 이전에 알려지지 않은 효과적인 굴토끼 박멸 방법"을 제안하는 사람에게 £25,000(2022년 기준 약 390만 호주 달러에 해당)을 보상금으로 걸었다. 위원회는 통 1,456개의 제안을 받았으며, 이 중에는 생물학적 방제와 관련된 여러 방안도 포함되어 있었지만, 안전하면서도 효과적인 방법은 발견되지 않았다.
1901년, 상황을 조사하기 위해 왕립위원회가 소집되었다. 문제의 규모가 어느정도 파악된 후, 호주 내 굴토끼 개체 수를 제한하거나 줄이기 위한 다양한 방제 방법들이 시도되었다. 그러나 이러한 방버블은 20세기 후반 생물학적 방제 방법이 도입되지 건까지는 제한적인 성공만을 거두었다.

### 공통 방제 방법
사냥은 가장 일반적인 방베 방법 중 하나로, 개체 수가 낮은 지역에서 이를 유지하는데 효과적으로 사용되었으며, 사람이나 반려동물에게 식량을 제공할 수도 있다. 그러나 대규모 박멸에는 효과적이지 않다.
굴을 파괴하는 방법으로는 리핑(ripping, 날카로운 갈퀴가 달린 불도저를 토끼 굴 위로 지나가게 하여 굴코끼를 찢거나 생매장하는 방식), 경운, 폭파, 훈증 등이 널리 사용되며, 특히 대형 농장('스테이션'으로 불림)에서 많이 활용된다. 상당수가 모래 토양으로 이루어진 호주에서 리핑과 경운이 ㅎ과적인 방제 수단이 되며, 이를 위해 트랙터와 불도저가 사용된다.
독약은 기존 방제 기법 중에서 가장 널리 사용되는 방법일 것이다. 이는 노동력이 거의 들지 않으며, 지역 내 굴토끼 개체를 효과적으로 제거할 수 있기 때문이다. 그러나 토끼의 높은 이동성을 생각하였을 때,  재침입은 피할 수 없다. 초기에는 폴라드(곡물 부산물)에 인 계열 독극물(Sayers, Allport & Potter사가 제조한 "S.A.P.")을 섞어 미끼로 사용하는 방식이 사용되었다. 인의 장점은 건조한 날씨에는(또한, 덩어리로 뿌려지지 않은 경우, 이는 독극물 전용 수레를 사용해 방지가 가능하다) 빠르게 무해한 인산으로 분해되어 가축이나 반려동물에게 추가 위험을 주지 않는다는 점이다. 그러나 인은 화재의 위험이 크고, 고농도의 연기는 작업자에게 유독할 수 있다. 현대의 굴토끼 방제에는 플루오로아세트산 나트륨("1080")과 핀돈(pindone) 같은 독극물이 사용된다.
또 다른 방제 기법은 페럿을 이용한 사냥이다. 이 방법에서는 페럿을 토끼 굴에 풀어 굴톢를 밖으로 쫓아내 총으로 사냐아거나 굴 위에 설치된 그물로 잡는다. 하지만 페럿이 잡을 수 있는 토끼 수에는 한계가 있기 때문에, 이는 실질적인 방제보다는 사냥 활동에 더 가깝다. 페럿이나 기타 족제비과 동물들이 방제 수단으로 사용되긴 하지만, 호주는 유럽이나 미국에 비해 야생 족제비류가 훨씬 적어, 굴 속에 있는 침입종 토끼를 사냥할 자연 포식자가 부족한 실정이다.
역사적으로는 덫을 이용한 포획도 자주 사용되었다. 그러나 1980년대 대부분의 주에서 동물 학대 논란으로 강철 턱의 발목 덫 사용이 금지되었고, 현재는 고무턱 덫을 사용하는 방식으로 소규모 포획이 계속되고 있다. 이러한 모든 방법들은 사람이 거주하는 지역에서만 제한적으로 효과를 발휘하며, 노동력이 많이 드는 단점이 있다.

### 울타리
'링 펜싱(Ring-fencing)'은 토끼가 없는 구역을 만드는 데 매우 효과적인 방법이 될 수 있다. 1880년대, 제임스 모슬리(James Moseley)는 쿤담보(Coondambo) 스테이션을 철망으로 둘어싸고 수로를 차단했으며, 첫 폭염 때 굴토끼들은 탈수로 죽었다. 1900년경 그는 사우스오스트레일리아주의 고울러 산맥(Gawler Ranges)에 위치한 버려진 야르디아(Yardea), 페이니(Paney), 폰다나(Pondana), 얄루(Yarloo), 설가(Thurlga) 스테이션을 240km에 달하는 철망으로 둘러쌌고, 수년 안에 굴토끼로 인해 황폐해졌던 따을을 수익성 있는 양 목초지로 탈바꿈시켰다.
잘 알려진 현대 사례로는 존 왐슬리(John Wansley)가 개척한 와라웡(Warrawong) 및 유카무라(Yookamurra) 야생동물 보호구역이 있다. 이는 굴토끼뿐만 아니라 여우, 개, 고양이 등도 차닪는 링 펜싱을 통해 보호되고 있다.
훨씬 더 광범위한 울타리(Fence)의 두 가지 잘 알려진 사례는 다음과 같다:

#### 퀸즐랜드
1884년 7월, 퀸즐랜드주의회 의원 어니스트 제임스 스티븐스(Ernest James Stevens)는 퀸즐랜드 정부에 뉴사우스웨일스에서 발생한 토끼 침입이 퀸즐랜드로 확산되는 것을 막기 위해 울타리를 설치할 것을 제안했다. 그의 로건(Logan) 선거구는 뉴사우스웨일스 주 경계와 매우 가까운 지역이었다.
1893년, 퀸즐랜드에서 굴토끼의 침입을 막기 위해 래빗 프루프 펜스(Rabbit-Proof Fence) 건설이 시작되었고, 이후 수년에 걸쳐 점진적으로 확장되었다. 1997년에는 마지막 구간이 건설되어 이 울타리는 딩고 펜스(Dingo Fence)와 연결되었다. 이 울타리는 래스도우니(Rathdowney) 근처의 마운트 깁스(Mount Gipps)에서 시작해 친칠라(Chinchilla)와 마일스(Miles) 사이의 구움비(Goombi)까지 이어진다.

#### 웨스턴오스트레일리아
1901년부터 1907년까지, 웨스턴오스트레일리에서는 동부에서 유입되는 토끼 개체 수 확산을 막기 위해 케라우드런 곶(Cape Keraudren)에서 에스퍼런스(Esperance)까지 래빗 프루프 펜스를 건설했다. 그러나 굴토끼는 매우 높이 뛰고 땅을 파는 습성이 있어, 농민이나 목축업자가 가축이나 장비를 위해 울타리의 문을 열어두지 않는다는 보장이 없이는 이 방법이 성공하기 어려웠다.
결과적으로, 1901년에 설치된 제1 토끼 차단 울타리는 보호 구역내로 토끼 침입을 막는 데 실패했다. 그럼에도 불구하고, 이후에는 더 작은 규모의 울타리 프로젝트들이 이어졌고, 일부는 성공적인 결과를 거두었다.